# Квасер
Квасер — деревня в Кезском районе Удмуртской республики.

## География
Находится в северо-восточной части Удмуртии на расстоянии приблизительно 7 км на север по прямой от районного центра поселка Кез.

## История
Известна с 1891 года как починок, в 1905 — 12 дворов, в 1924 (деревня Квасер или Сопляк) также 12. До 2021 года входила в состав Ключевского сельского поселения.

## Население
Постоянное население составляло 68 человек (1905), 87 (1924), 53 человека в 2002 году (удмурты 89 %), 33 в 2012.